# Machault (Ardennes)
Machault ist eine französische Gemeinde mit 492 Einwohnern (Stand 1. Januar 2022) im Département Ardennes in der Region Grand Est im Kanton Attigny. Sie ist der Hauptort des Kantons.

## Geographie
Die Départementsstraßen 980 und 23 kreuzen sich im Ort.

## Geschichte
Im Ersten Weltkrieg war Machault vom 2. September 1914 bis zum 11. Oktober 1918 von deutschen Truppen besetzt. Die noch verbliebene Zivilbevölkerung wurde am 6. Juni 1917 zwangsweise evakuiert. Die ersten Dorfbewohner kehrten am 18. Oktober 1918 in das Dorf zurück. Die Kirche des Dorfes Saint Pierre wurde 1919 unter Denkmalschutz gestellt.
Die Einwohnerzahl der Gemeinde betrug 1962 523 Menschen und stieg bis 1968 auf 551 Personen an. Die Zahl der Bewohner sank dann bis 1999 auf 437 ab.

## Persönlichkeiten
Der französische Komponist und Dichter Guillaume de Machaut (* zwischen 1300 und 1305; † 1377) wurde in Machault geboren. Auch der französische Arzt Jean-Baptiste Caqué (1720–1787) kam in Machault zur Welt.